# Andreas Hinkel
Andreas Benjamin Hinkel (Backnang, 26 marzo 1982) è un ex calciatore tedesco, di ruolo difensore.

## Caratteristiche tecniche
Nel 2001 è stato inserito nella lista dei migliori calciatori stilata da Don Balón.

## Carriera

### Club
Ha iniziato la sua carriera nello Stoccarda.
Il 23 giugno 2006 ha sottoscritto un contratto quadriennale con il Siviglia, compagine della Primera División spagnola. Il valore del trasferimento è stato stimato in circa 4 milioni di euro.
Il 28 dicembre 2007 ha sottoscritto un contratto con il Celtic, compagine della Scottish Premier League. Il 6 ottobre 2011, svincolato, firma un contratto fino a fine stagione con il Friburgo.

### Nazionale
Ha rappresentato il suo paese più volte con la maglia della Nazionale tedesca, con cui ha debuttato contro la Nazionale serbomontenegrina nel 2003.

## Palmarès

### Club

#### Competizioni nazionali
- Coppa di Spagna: 1

Siviglia: 2006-2007
- Supercoppa di Spagna: 1

Siviglia: 2007
- Campionato scozzese: 1

Celtic: 2007-2008
- Coppa di Lega scozzese: 1

Celtic: 2008-2009
- Coppa di Scozia: 1

Celtic: 2010-2011

#### Competizioni internazionali
- Supercoppa UEFA: 1

Siviglia: 2006
- Coppa UEFA: 1

Siviglia: 2006-2007

## Statistiche

### Cronologia presenze e reti in nazionale
| Cronologia completa delle presenze e delle reti in nazionale ― Germania | Cronologia completa delle presenze e delle reti in nazionale ― Germania | Cronologia completa delle presenze e delle reti in nazionale ― Germania | Cronologia completa delle presenze e delle reti in nazionale ― Germania | Cronologia completa delle presenze e delle reti in nazionale ― Germania | Cronologia completa delle presenze e delle reti in nazionale ― Germania | Cronologia completa delle presenze e delle reti in nazionale ― Germania | Cronologia completa delle presenze e delle reti in nazionale ― Germania |
| Data                                                                    | Città                                                                   | In casa                                                                 | Risultato                                                               | Ospiti                                                                  | Competizione                                                            | Reti                                                                    | Note                                                                    |
| ----------------------------------------------------------------------- | ----------------------------------------------------------------------- | ----------------------------------------------------------------------- | ----------------------------------------------------------------------- | ----------------------------------------------------------------------- | ----------------------------------------------------------------------- | ----------------------------------------------------------------------- | ----------------------------------------------------------------------- |
| 30-4-2003                                                               | Brema                                                                   | Germania                                                                | 1 – 0                                                                   | Serbia e Montenegro                                                     | Amichevole                                                              | -                                                                       | 66’                                                                     |
| 1-6-2003                                                                | Wolfsburg                                                               | Germania                                                                | 4 – 1                                                                   | Canada                                                                  | Amichevole                                                              | -                                                                       | 46’                                                                     |
| 20-8-2003                                                               | Stoccarda                                                               | Germania                                                                | 0 – 1                                                                   | Italia                                                                  | Amichevole                                                              | -                                                                       |                                                                         |
| 11-10-2003                                                              | Amburgo                                                                 | Germania                                                                | 3 – 0                                                                   | Islanda                                                                 | Qual. Euro 2004                                                         | -                                                                       |                                                                         |
| 15-11-2003                                                              | Gelsenkirchen                                                           | Germania                                                                | 0 – 3                                                                   | Francia                                                                 | Amichevole                                                              | -                                                                       |                                                                         |
| 27-5-2004                                                               | Friburgo                                                                | Germania                                                                | 7 – 0                                                                   | Malta                                                                   | Amichevole                                                              | -                                                                       | 27’ 46’                                                                 |
| 6-6-2004                                                                | Kaiserslautern                                                          | Germania                                                                | 0 – 2                                                                   | Ungheria                                                                | Amichevole                                                              | -                                                                       | 46’                                                                     |
| 18-8-2004                                                               | Vienna                                                                  | Austria                                                                 | 1 – 3                                                                   | Germania                                                                | Amichevole                                                              | -                                                                       | 86’                                                                     |
| 8-9-2004                                                                | Berlino                                                                 | Germania                                                                | 1 – 1                                                                   | Brasile                                                                 | Amichevole                                                              | -                                                                       | 87’                                                                     |
| 19-12-2004                                                              | Pusan                                                                   | Corea del Sud                                                           | 3 – 1                                                                   | Germania                                                                | Amichevole                                                              | -                                                                       | 46’                                                                     |
| 21-12-2004                                                              | Bangkok                                                                 | Thailandia                                                              | 1 – 5                                                                   | Germania                                                                | Amichevole                                                              | -                                                                       | 33’                                                                     |
| 26-3-2005                                                               | Celje                                                                   | Slovenia                                                                | 0 – 1                                                                   | Germania                                                                | Amichevole                                                              | -                                                                       | 73’                                                                     |
| 8-6-2005                                                                | Mönchengladbach                                                         | Germania                                                                | 2 – 2                                                                   | Russia                                                                  | Amichevole                                                              | -                                                                       | 15’ 46’                                                                 |
| 21-6-2005                                                               | Norimberga                                                              | Argentina                                                               | 2 – 2                                                                   | Germania                                                                | Conf. Cup 2005 - 1º turno                                               | -                                                                       |                                                                         |
| 29-6-2005                                                               | Lipsia                                                                  | Germania                                                                | 4 – 3 dts                                                               | Messico                                                                 | Conf. Cup 2005 - Finale 3º posto                                        | -                                                                       |                                                                         |
| 17-8-2005                                                               | Rotterdam                                                               | Paesi Bassi                                                             | 2 – 2                                                                   | Germania                                                                | Amichevole                                                              | -                                                                       | 74’                                                                     |
| 3-9-2005                                                                | Bratislava                                                              | Slovacchia                                                              | 2 – 0                                                                   | Germania                                                                | Amichevole                                                              | -                                                                       | 74’                                                                     |
| 10-9-2008                                                               | Helsinki                                                                | Finlandia                                                               | 3 – 3                                                                   | Germania                                                                | Qual. Mondiali 2010                                                     | -                                                                       | 82’                                                                     |
| 11-2-2009                                                               | Düsseldorf                                                              | Germania                                                                | 0 – 1                                                                   | Norvegia                                                                | Amichevole                                                              | -                                                                       | 46’                                                                     |
| 29-5-2009                                                               | Shanghai                                                                | Cina                                                                    | 1 – 1                                                                   | Germania                                                                | Amichevole                                                              | -                                                                       | 76’                                                                     |
| 2-6-2009                                                                | Dubai                                                                   | Emirati Arabi Uniti                                                     | 2 – 7                                                                   | Germania                                                                | Amichevole                                                              | -                                                                       | 78’                                                                     |
| Totale                                                                  |                                                                         | Presenze                                                                | 21                                                                      |                                                                         | Reti                                                                    | 0                                                                       |                                                                         |